# Beleth

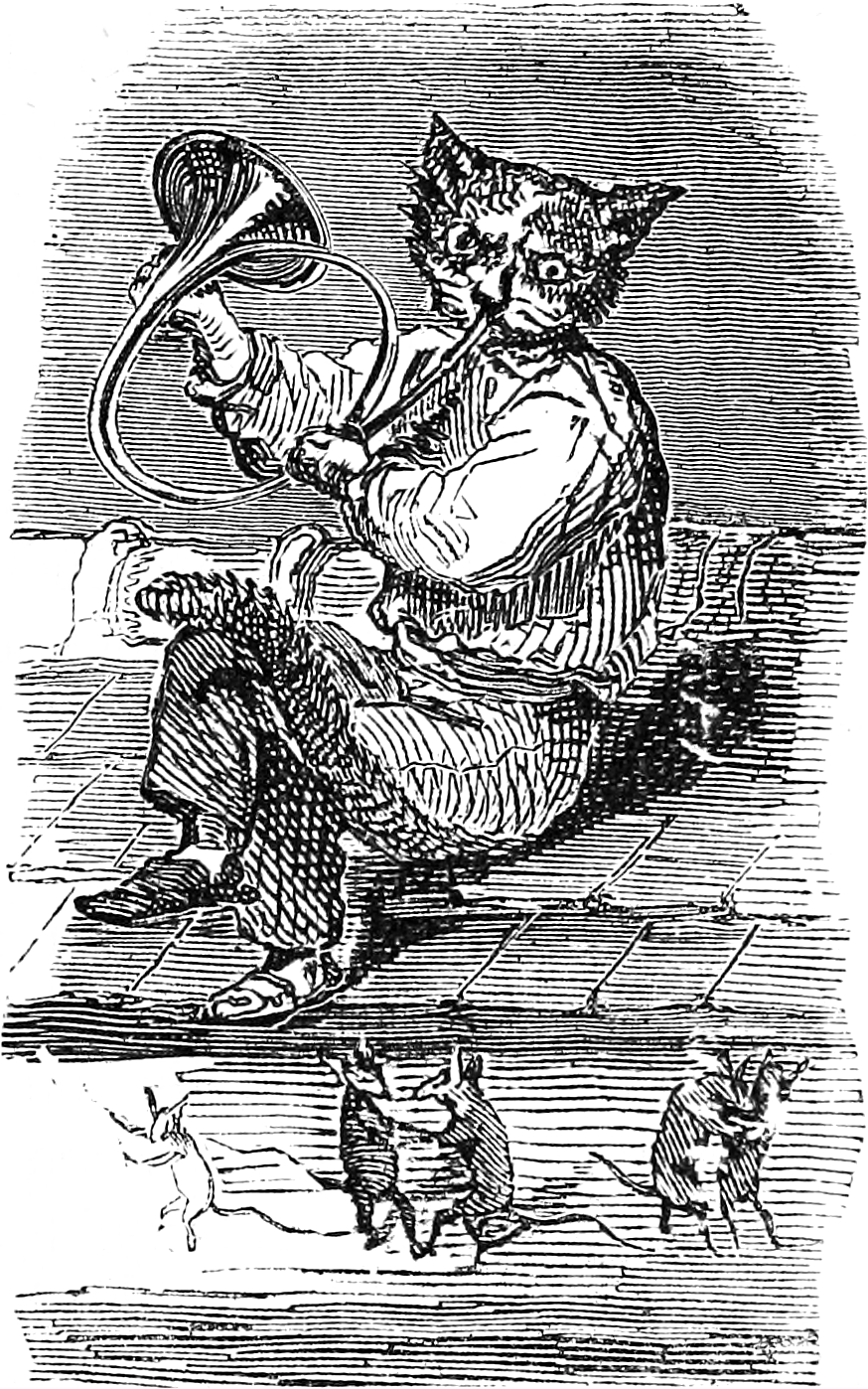
Beleth es una ilustración de "Dictionnaire Infernal"

Beleth es un demonio que parece en el número 13 de la Goetia salomónica. Beleth puede conceder al brujo el amor que siempre deseó, sin excluir por género.
Posiblemente se le vea como un rey terrible montado en un blanquecino caballo, no sin antes dejar sonar instrumentos tales como una trompeta.
Recordar que el mago debe poseer una varita de avellano; dibuja un triángulo fuera del círculo y así, Beleth aparecerá dentro del círculo.
El anillo que se debe poseer al momento de la invocación ha de ser de plata, y poner énfasis en la protección del rostro.
comanda 85 legiones y siempre, como cualquier otro demonio, debe ser tratado con el respeto que merece un verdadero rey.